# Хоуи, Райан
Ра́йан О́ливер Хо́уи (англ. Ryan Oliver Howley; род. 23 ноября 2003, Англия) — валлийский футболист, полузащитник клуба «Бристоль Роверс».

## Клубная карьера
Хоуи — воспитанник клуба «Ковентри Сити». 11 августа 2021 года в поединке Кубка английской лиги против «Нортгемптон Таун» Райан дебютировал за основной состав. 6 апреля 2022 года в матче против «Ноттингем Форест» он дебютировал в Чемпионшипе. Летом 2023 года Хоуи на правах аренды перешёл в шотландский «Данди». 2 сентября в матче против «Сент-Джонстона» он дебютировал в шотландской Премьер-лиге.